# Komnino (stacja kolejowa)
Komnino (niem. Kuhnhof) – nieistniejąca stacja kolejowa w Komninie w województwie pomorskim, w Polsce. Komnino było stacją węzłową, przez którą przebiegała linia Kępno Słupskie – Ustka oraz rozpoczynała się linia Komnino – Smołdzino.
Została otwarta w 1913 roku, wraz z otwarciem odcinka linii Kępno Słupskie – Ustka od Dominka do Komnina. W tym samym czasie otwarto odcinek Komnino – Siecie-Wierzchocino na linii do Smołdzina. Stację zamknięto w 1945 roku, w tym samym czasie kiedy rozebrano zniszczone linie kolejowe.